# Sokolniki (Powiat Wieruszowski)
Sokolniki (deutsch Sokolniki, 1943–1945 Falkenhof) ist ein Dorf und Sitz der gleichnamigen Gemeinde im Powiat Wieruszowski der Woiwodschaft Łódź, Polen.

## Gemeinde
Zur Landgemeinde Sokolniki gehören folgende Ortsteile mit einem Schulzenamt:
| Bagatelka Góry Kopaniny Nowy Ochędzyn (dt. Neuort) Pichlice | Prusak Ryś Sokolniki(dt. Falkenhof) Stary Ochędzyn (dt. Altort) | Tyble (dt. Tebel) Walichnowy Wiktorówek Zdzierczyzna |

Weitere Ortschaften der Gemeinde sind Borki Pichelskie, Borki Sokolskie, Góry-Parcela, Gumnisko, Maksymów, Malanów, Siedliska, Szustry, Wyglądacze und Zagórze.